# Сніданок на снігу
Сніданок на снігу — збірка малої прози українського письменника Анатолія Дністрового, яка опублікована в 2014 році видавництвом «Клуб сімейного дозвілля» (Харків). Редактор книжки - письменниця Галина Пагутяк. Відкриває збірку передмова літературознавця і критика Тетяни Трофименко.
До книги увійшла повість «Сніданок на снігу», а також десять оповідань: "Долина річки Ізонцо", "Стінгазета", ""Порушена традиція", "Генеральські тьотки", "Улюбленець Розенкранц", "Фіолетовий кролик", "Скляні кістки", "Фотографії доньки поетеси", "Планетниця", "Марко Півник". Декілька оповідань друкувалися на початку 2014 року в часописі "Кур"єр Кривбасу". Написання творів датоване квітнем, травнем і червнем 2013 року. 